# Kwartier van Bredero
Bij Den Dungen lag in 1629 het kwartier van Bredero, ook wel kwartier van Brederode genoemd. Een kwartier was een plaats waar manschappen waren gelegerd van een leger te velde.
kwartier van Bredero werd ingericht tijdens het Beleg van 's-Hertogenbosch in 1629 onder leiding van Frederik Hendrik van Oranje.  Rond Den Bosch werden op vijf plaatsen kwartieren ingericht, de Circumvallatielinie, waardoor de stad werd omsingeld. 
In eerste instantie werd geen kwartier nodig geacht bij Den Dungen. Bij nader inzien  bleek dat de afstand tussen het kwartier van Ernst Casimir in Hintham en het kwartier van Frederik Hendrik in Vught de linie te kwetsbaar maakte voor aanvallen van een mogelijk Spaans ontzettingsleger. Joan Wolfert van Brederode werd belast met de aanleg en de leiding over dit kwartier waar ongeveer 3000 soldaten werden gelegerd. Hij had strenge orders en in enkele dagen was het nieuwe kwartier door middel van loopgraven verbonden met dat van Ernst Casimir en dat van de Prins.
Het kwartier is nog gedeeltelijk in het landschap terug te vinden. De huidige Donksestraat volgt de toegang tot een vooruitgeschoven verdedigingswerk dat aan de oostzijde van het kwartier was opgeworpen.